# DJ Tomekk
Tomasz Kuklicz, znany jako DJ Tomekk (ur. 11 października 1975 w Krakowie) – urodzony w Polsce DJ, mieszkający i tworzący w Niemczech. Nagrywał z takimi sławami sceny hip hop jak: Ice T, Fatman Scoop, Khia, Xzibit, Fler, Sido, Kurupt, Lil' Kim, KRS-One, Flavor Flav i GZA. Wystąpił również na debiutanckim albumie polskiej wokalistki Sashy Strunin.

## Dyskografia
Albumy
| 2001                            | Return Of Hip-Hop - Data: 12 lutego 2001 - Wydawca: Modul                | 5  | 49 | 27 |
| 2002                            | Beat Of Life Vol. 1 - Data: 27 listopada 2002 - Wydawca: Modul           | 55 | –  | –  |
| 2004                            | Beat Of Life Vol. 2 - Data: 7 czerwca 2004 - Wydawca: Modul              | –  | –  | –  |
| 2005                            | Numma Eyns - Data: 16 września 2005 - Wydawca: EMI                       | 39 | 67 | 96 |
| 2006                            | The Next Generation Mixtape - Data: 8 grudnia 2006 - Wydawca: Boogie Dow | –  | –  | –  |
| 2010                            | Ehrenkodex (oraz Toony) - Data: 2 kwietnia 2010 - Wydawca: Prosto        | –  | –  | –  |
| „– „ pozycja nie była notowana. |                                                                          |    |    |    |

Kompilacje różnych wykonawców
| Rok  | Tytuł                                                         | Pozycja na liście |
| Rok  | Tytuł                                                         | CHE               |
| ---- | ------------------------------------------------------------- | ----------------- |
| 2005 | Gasolina Del Reggaeton - Data: 11 czerwca 2005 - Wydawca: EMI | 14                |

Single
| 1999                            | DJ Tomekk vs. Grandmaster Flash feat. Afrob, Flavor Flav & MC Rene – „1, 2, 3, ... Rhymes Galore (From New York To Germany)” | –  | 34 | 9   |
| 2000                            | DJ Tomekk feat. GZA, Curse, Prodigal Sunn & Stieber Twins – „Ich lebe für Hip Hop”                                           | –  | 31 | 17  |
| 2000                            | DJ Tomekk feat. KRS-One, Torch & MC Rene – „Return Of Hip Hop (Ooh, ooh)”                                                    | –  | 64 | 22  |
| 2002                            | DJ Tomekk feat. Lil' Kim & Trooper Da Don – „Kimnotyze”                                                                      | –  | 31 | 43  |
| 2002                            | DJ Tomekk feat. Ice T, Sandra Nasić, Trigga Tha Gambla – „Beat Of Life”                                                      | 12 | 52 | 100 |
| 2003                            | DJ Tomekk feat. Tatwaffe & G-Style – „Dankbar”                                                                               | 31 | 56 | 72  |
| 2003                            | DJ Tomekk feat. Kurupt, Tatwaffe & G-Style – „Ganxtaville Pt. III”                                                           | –  | 30 | 22  |
| 2005                            | DJ Tomekk feat. Das Bo – „Eey Yo (eeeeins)”                                                                                  | 64 | –  | –   |
| 2005                            | DJ Tomekk feat. Fler intr. G-Hot – „Jump Jump (DJ Tomekk kommt)”                                                             | 3  | 17 | 25  |
| „– „ pozycja nie była notowana. | |    |    |     |